# 城ノ腰城 (下総国)
城ノ腰城（じょうのこしじょう）は、千葉県千葉市若葉区大宮町にあった日本の城。

## 歴史
城ノ腰城の所在地は、かつて長峰村と呼ばれ、千葉常重からこの地を賜った坂尾五郎治の家臣、長峰田所三郎胤行が開村したと伝えられている。「千学集抄」によれば、胤行は千葉常胤が源頼朝のもとに参上している間、攻撃に備えて千葉成胤とともに千葉城に立てこもったとされる人物である。
坂尾五郎治や長峰田所三郎胤行がこの城とどのような関係があるかは不明で、その後の千葉氏との関係もよくわかっていない。
築城者としては、城山城と同じく板倉筑後守であるとの伝承がある。板倉筑後守は、1639年（寛永16年）に長峰を知行した板倉重直と比定されているが、江戸時代の初期にこのような城を造らなければならなかった背景については疑問が投げかけられている。
「香取造営料足納帳」には、原越前入道が長峰を所領していたとの記録があり、原氏の城とも言われる。

## 構造

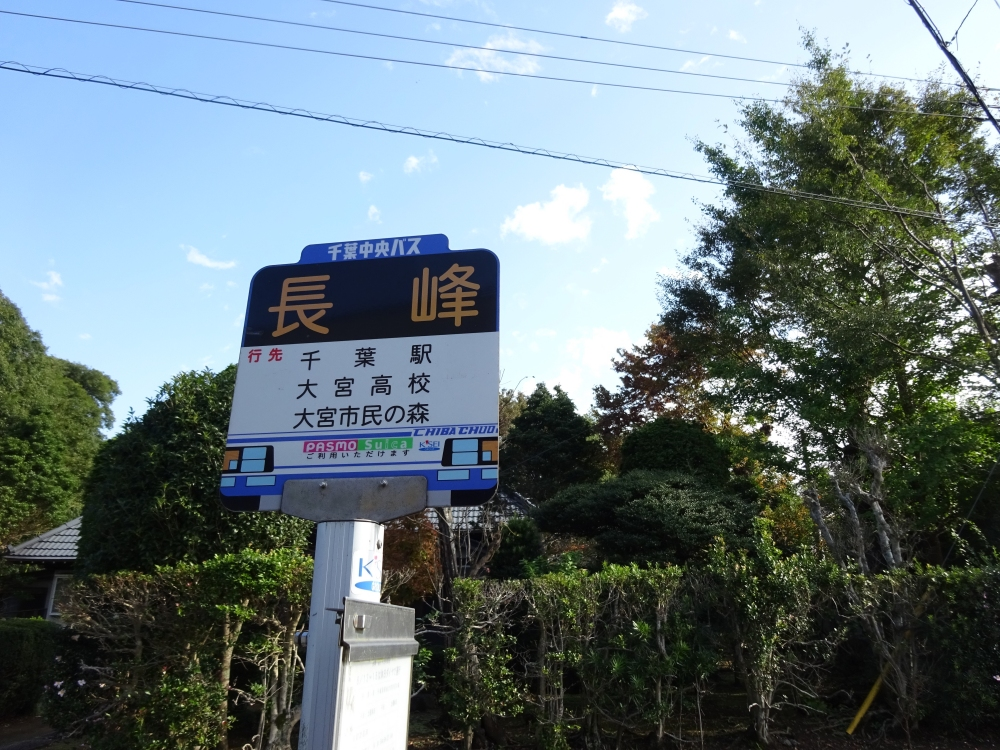
長峰の名を残すバス停

千葉東インターチェンジ東側、千葉東金道路が京葉道路に分岐する地点に位置する三角形の台地上に築かれている。近隣の栄福寺の妙見が最初、長峰の三角山にあったという伝承があるが関係は不明である。
郭の西側と南側は断崖となっており、支川都川を望む。東側には背の高い土塁と空堀が築かれており、土塁の中央が開口されて土橋につながっている。戦国時代の出城の様相をよく表したものである。

## アクセス
- 千葉駅から千葉中央バス「千城局経由大宮市民の森」行き　「青柳」下車